# Dean Young
Dean Young (7 de enero de 2002) es un jugador de snooker escocés.

## Biografía
Nació en Escocia en 2002. Es jugador profesional de snooker desde 2021. No se ha proclamado campeón de ningún torneo de ranking, y su mayor logro hasta la fecha fue alcanzar los octavos de final del Snooker Shoot Out de 2022, en los que cayó derrotado Billy Castle. Tampoco ha logrado hilar ninguna tacada máxima, y la más alta de su carrera está en 100.